# 磅湛省
磅湛省（高棉語發音：[kʰaet kɑmpɔːŋ caːm]）一譯磅針省，是柬埔寨東部的一個省份。“磅湛”在高棉语中的意思是“占婆的港口”。
磅湛省原面積9,799平方公里，1998年人口1,608,914人。磅湛省在2013年12月31日被分割為兩個省，西部仍稱磅湛省，東部的新省稱特本克蒙省。分割後的磅湛省面積4,549平方公里，2008年普查人口928,694人（以新省界範圍計）。首府是磅湛。

## 行政區劃
磅湛省原有16個縣，2013年12月，析出6縣設置特本克蒙省。今日磅湛省共10縣：
- 巴泰县（ស្រុកបាធាយ）
- 占卡勒县（ស្រុកចំការលើ）
- 曾波雷县（ស្រុកជើងព្រៃ）
- 磅湛县（ក្រុងកំពង់ចាម）
- 磅暹县（ស្រុកកំពង់សៀម）
- 贡密县（ ស្រុកកងមាស ）
- 哥梳丁县（ស្រុកកោះសូទិន）
- 波雷乔县（ស្រុកព្រៃឈរ ）
- 斯雷桑托县（ស្រុកស្រីសន្ធរ）
- 斯登德朗县（ស្រុកស្ទឹងត្រង់）